# Kicsiny gombvirág
A kicsiny gombvirág (Galinsoga parviflora) az őszirózsafélék családjába tartozó, mexikói eredetű gyomnövény.

## Megjelenése
A kicsiny gombvirág 10–80 cm magas, lágyszárú, egynyári növény. Gyökérzete sűrű, fehér oldalgyökérzettel ellátott orsógyökér. Zöld, hosszanti bordás, szőrtelen (vagy ritkásan, rásimulóan szőrös) szára sűrűn elágazó; egyenesen felálló, esetleg a földön elheverő. Átellenes elhelyezkedésű levelei rövid nyelűek, kihegyezett végű tojásdad vagy széles tojásdad formájúak, élük fogazott vagy hullámos. A legfelső levelek egészen keskenyek, inkább lándzsásak.
Júniustól októberig folyamatosan virágzik. Hosszú szárú, apró, gömbölyű, fészkes virágzatai álernyőt alkotnak. A fészek 4–6 mm-es; benne a csöves virágok sárgák, a szélső, sziromszerű nyelves virágok fehérek. Utóbbiak pártája kb. 5−6 mm széles és 1−2 mm hosszú.
A csöves virágok 1 mm-es, kúp alakú, fekete magot teremnek, csúcsán ezüst tollacskákból álló, koronaszerű repítőkészülékkel. A nyelves virágok termése görbe, összenyomott; repítőkészüléke keskeny sertékből áll.
Magyarországon is előforduló rokona a borzas gombvirág (Galinsoga ciliata), annak szára dúsan, elállóan szőrözött.

## Elterjedése
Eredeti őshazája Dél és Közép-Mexikó 1100−2500 m feletti száraz élőhelyein található meg (először Peruból írták le, ezért egyes források innen származtatják), de mára az egész világon elterjedt, kozmopolita gyomnövénnyé vált. Európában először a párizsi botanikus kertbe került 1785-ben, röviddel később, 1794-től a madridiban is termesztették. Már 1802-ben kivadult Brémában és 1850-re egész Németországban elterjedt. Az USA-ban először 1861-ben, Ausztráliában 1866-ban, Dél-Afrikában 1893-ban észlelték.
Magyarországon az 1850-es években jelent meg; először 1856-ban Pozsonyban, majd 1858-ban Budán és Pécsett, 1866-ban Erdélyben írták le. Mára az egész országban elterjedt, különböző felmérések szerint a 33. vagy 136. legkárosabb gyomnövény. Főleg a Nyugat-Dunántúlon és az Északi-középhegységben gyakori.

## Életciklusa
Magyarországon elsősorban a kertek, szőlők, kapáskultúrák akár tömegesen is előforduló gyomnövénye. Kis termetű haszonnövényekben (földieper, bab) akár 50%-os termésveszteséget is okozhat. Magvai a talaj felső 1–2 cm-ben csíráznak; mélyebben akár 11 évig is csíraképesek maradnak. A csírázáshoz meleget, 22-27 °C-ot igényel, ezért csak késő tavasszal, kora nyáron kel ki. Igen gyorsan növekszik, a kikeléstől számított 6. héten már magot érlelhet. Júniustól egészen az első fagyokig virágzik. Kedvező körülmények között évente két-három nemzedéke is felnőhet.
Fény- és melegigényes, a fagyokra érzékeny. A nedves, laza, nitrogénben gazdag homok- és vályogtalajt preferálja.
Különösen a fiatal növény levelei és szárai ehetőek, nyersen salátákban és gyümölcsturmixban vagy főzve, párolva. Egyes dél-amerikai  ételek fontos hozzávalója, ott termesztik is. Fehérjetartalma magasabb a spenóténál és sok kalciumot, magnéziumot, káliumot, különböző vitaminokat tartalmaz. 

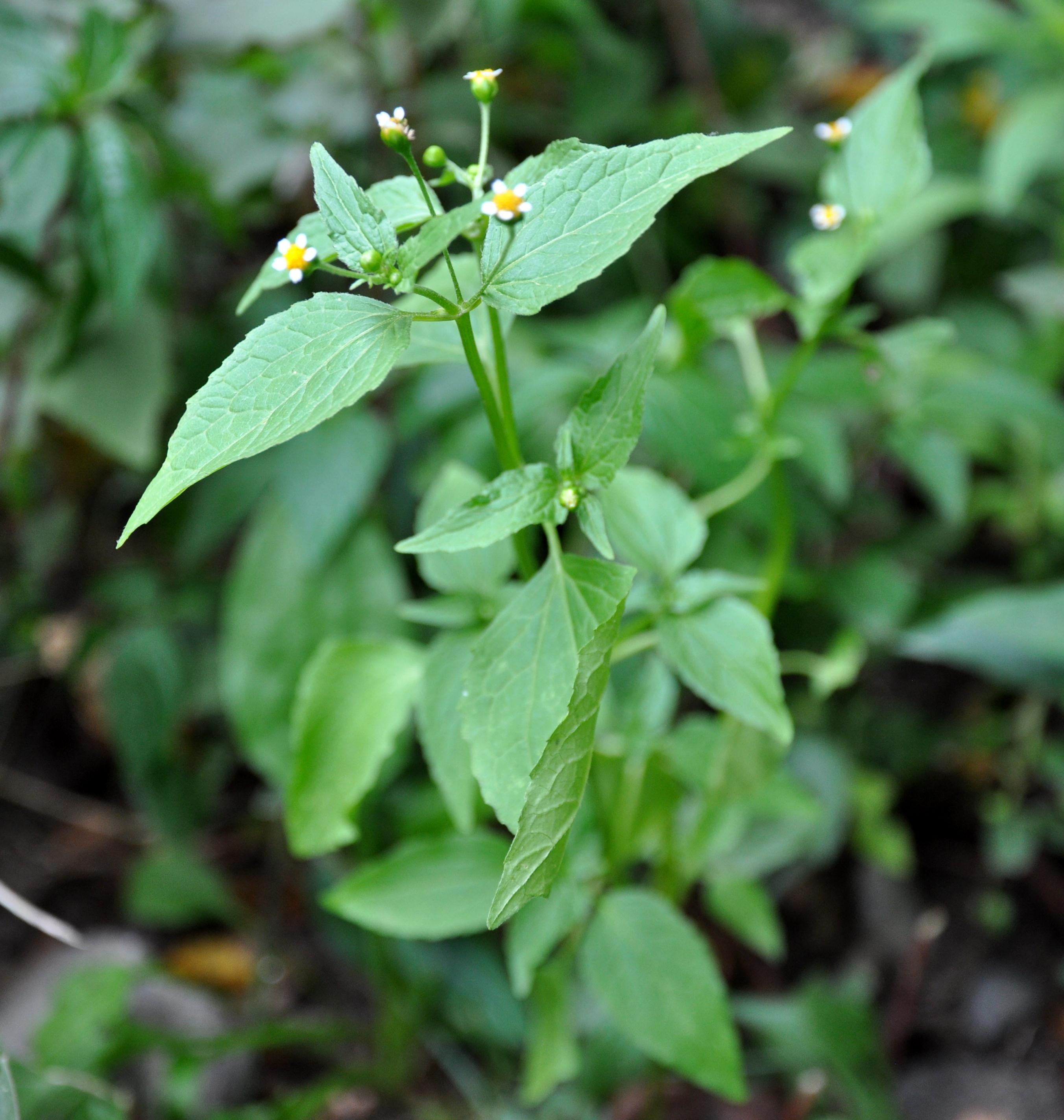
Virágzó hajtása
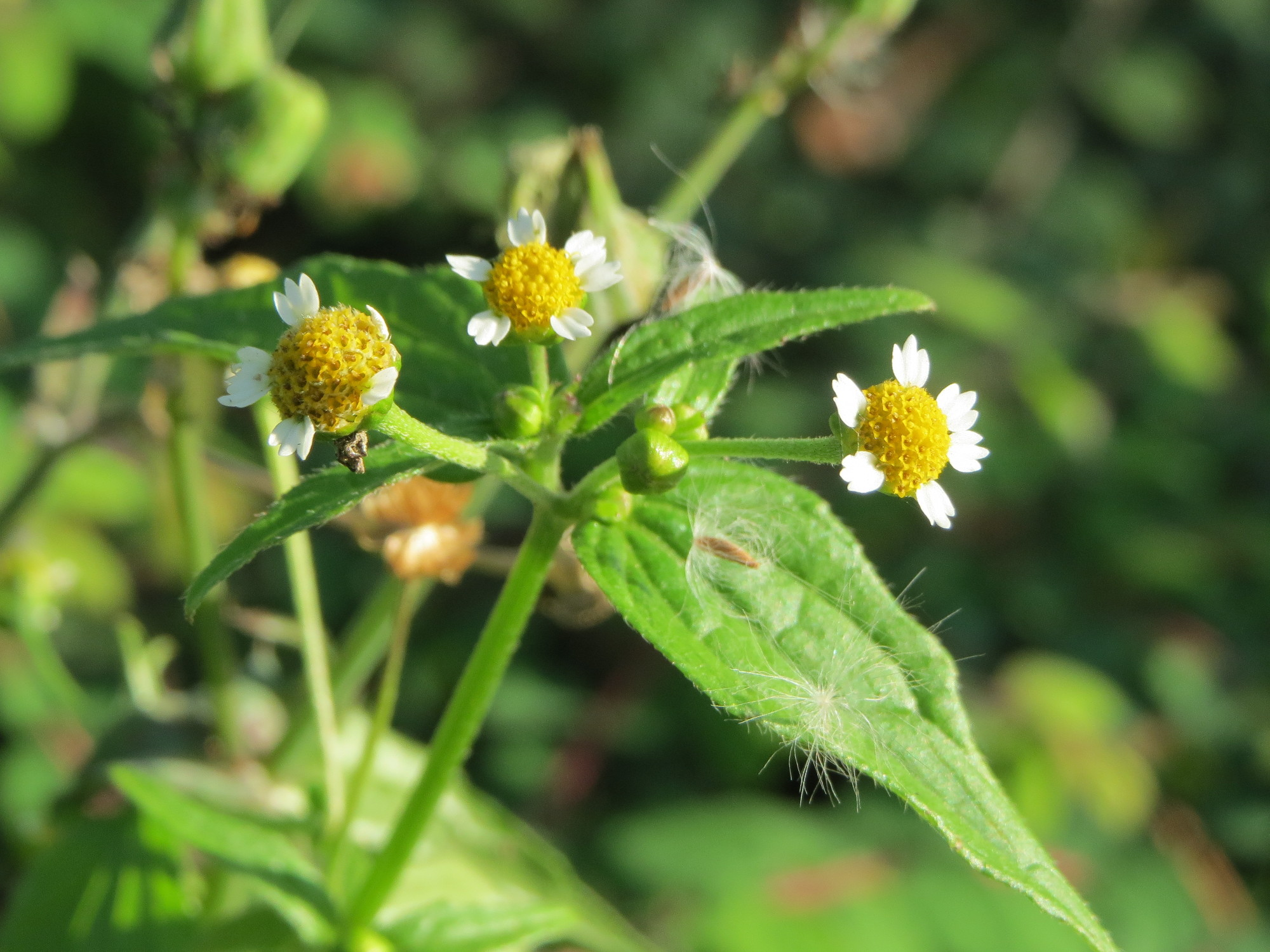
Virágai
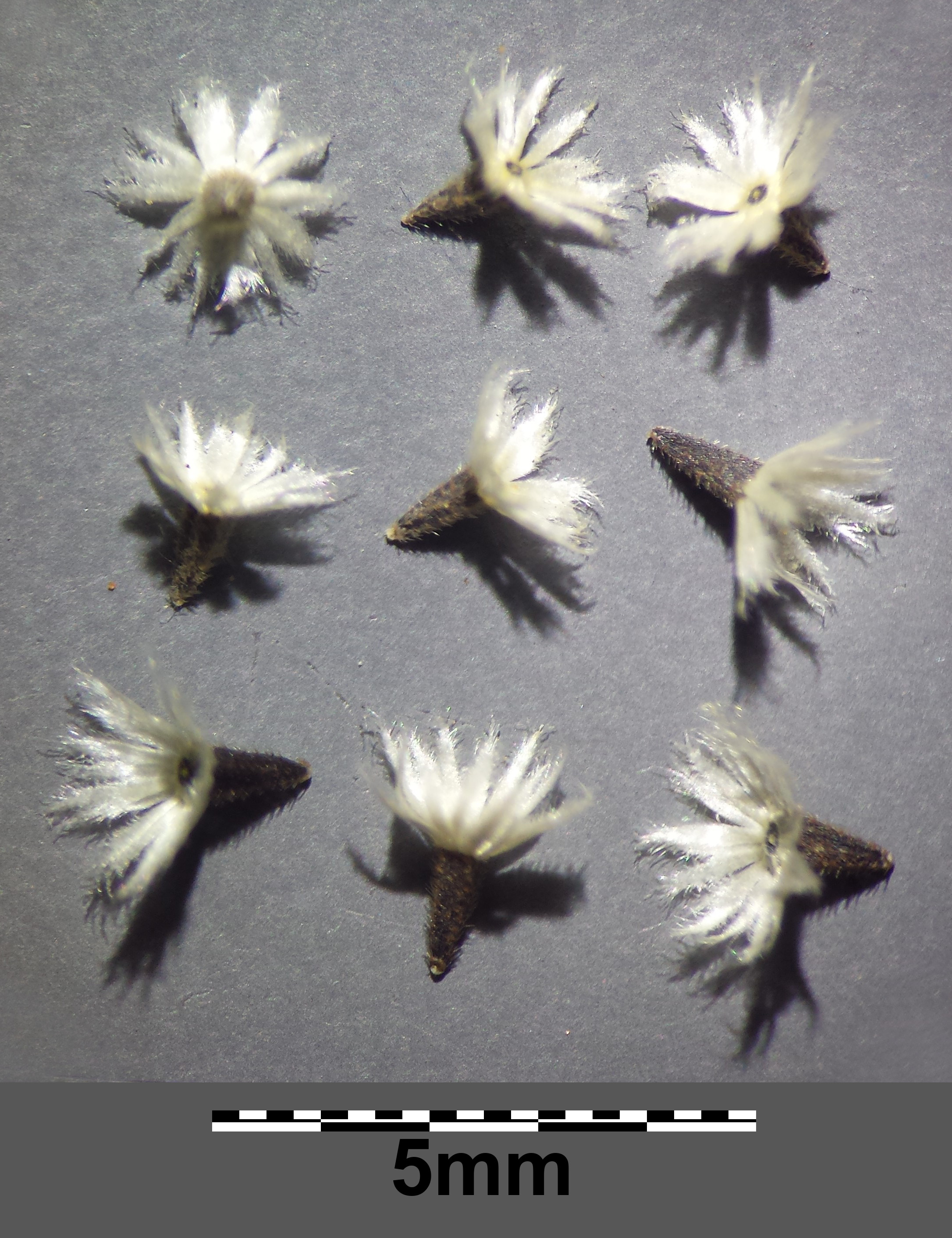
Termései
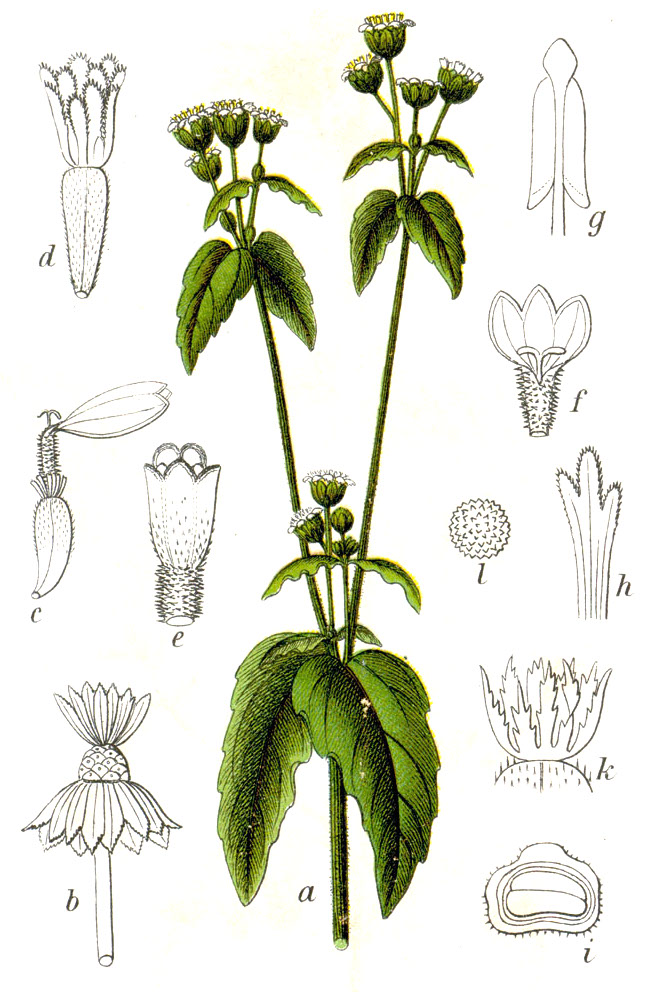
1796-os ábrázolása